# Nombres d'Stirling del segon tipus

Les 15 particions d'un conjunt de 4 elements ordenades en un diagrama de Hasse.
Hi ha S (4,1),..., S (4, 4) = 1, 7, 6, 1 particions que contenen 1, 2, 3, 4 conjunts.

En matemàtiques, particularment en combinatòria, un nombre d'Stirling del segon tipus (o nombre de partició d'Stirling) és el nombre de maneres de dividir un conjunt de n objectes en k subconjunts no buits i es denota per {\displaystyle S(n,k)} o https://wikimedia.org/api/rest_v1/media/math/render/svg/ac552d368788269c5efc1e80e92dea8049141a3e. Els nombres de Stirling del segon tipus es produeixen en el camp de les matemàtiques anomenat combinatòria i l'estudi de les particions. Reben el nom de James Stirling.
Els nombres de Stirling del primer i del segon tipus es poden entendre com a inversos els uns dels altres quan es consideren matrius triangulars. Aquest article està dedicat a les especificitats dels números de Stirling del segon tipus. Les identitats que vinculen els dos tipus apareixen a l'article sobre els números d'Stirling.

## Definició
Els nombres de Stirling del segon tipus, escrits {\displaystyle S(n,k)} o {\displaystyle \lbrace \textstyle {n \atop k}\rbrace } o amb altres anotacions, compta el nombre de maneres de particionar un conjunt {\displaystyle n} objectes etiquetats en {\displaystyle k} subconjunts no buits sense etiquetar. De manera equivalent, compten amb precisió el nombre de relacions d'equivalència diferents {\displaystyle k} classes d'equivalència que es poden definir en un {\displaystyle n} conjunt d'elements. De fet, hi ha una bijecció entre el conjunt de particions i el conjunt de relacions d'equivalència en un conjunt determinat. Òbviament,
{\displaystyle \left\{{n \atop n}\right\}=1} per a n ≥ 0, i {\displaystyle \left\{{n \atop 1}\right\}=1} per a n ≥ 1,
ja que l'única manera de dividir un conjunt d'n elements en n parts és posar cada element del conjunt en la seva pròpia part, i l'única manera de dividir un conjunt no buit en una part és posar tots els elements a la mateixa part.. A diferència dels nombres de Stirling del primer tipus, es poden calcular mitjançant una fórmula d'una suma:
{\displaystyle \left\{{n \atop k}\right\}={\frac {1}{k!}}\sum _{i=0}^{k}(-1)^{k-i}{\binom {k}{i}}i^{n}=\sum _{i=0}^{k}{\frac {(-1)^{k-i}i^{n}}{(k-i)!i!}}.}
Els nombres de Stirling del primer tipus es poden caracteritzar com els nombres que sorgeixen quan s'expressa potències d'una x indeterminada en termes de factorials descendents
{\displaystyle (x)_{n}=x(x-1)(x-2)\cdots (x-n+1).}
(En particular, ( x ) 0 = 1 perquè és un producte buit).
Els nombres de Stirling del segon tipus satisfan la relació
{\displaystyle \sum _{k=0}^{n}\left\{{n \atop k}\right\}(x)_{k}=x^{n}.}

## Propietats

### Relació de recurrència
Els nombres de Stirling del segon tipus obeeixen a la relació de recurrència
{\displaystyle \left\{{n+1 \atop k}\right\}=k\left\{{n \atop k}\right\}+\left\{{n \atop k-1}\right\}\quad {\mbox{for}}\;0<k<n}

### Fórmula explícita
Els nombres de Stirling del segon tipus es donen per la fórmula explícita:
{\displaystyle \left\{{n \atop k}\right\}={\frac {1}{k!}}\sum _{j=0}^{k}(-1)^{k-j}{k \choose j}j^{n}=\sum _{j=0}^{k}{\frac {(-1)^{k-j}j^{n}}{(k-j)!j!}}.}

### Funcions generadores
Per a un nombre enter fix n, la funció de generació ordinària dels nombres de Stirling del segon tipus {\displaystyle \left\{{n \atop 0}\right\},\left\{{n \atop 1}\right\},\ldots } està donat per
{\displaystyle \sum _{k=0}^{n}\left\{{n \atop k}\right\}x^{k}=T_{n}(x),}
on {\displaystyle T_{n}(x)} són polinomis de Touchard.

## Taula de valors
A continuació es mostra una matriu triangular de valors per als nombres de Stirling del segon tipus (seqüència A008277) de l'OEIS):
| k |   | 1 | 2   | 3    | 4    | 5    | 6    | 7   | 8  | 9 |
| - | - | - | --- | ---- | ---- | ---- | ---- | --- | -- | - |
| 0 | 1 |   |     |      |      |      |      |     |    |   |
| 1 | 0 | 1 |     |      |      |      |      |     |    |   |
| 2 | 0 | 1 | 1   |      |      |      |      |     |    |   |
| 3 | 0 | 1 | 3   | 1    |      |      |      |     |    |   |
| 4 | 0 | 1 | 7   | 6    | 1    |      |      |     |    |   |
| 5 | 0 | 1 | 15  | 25   | 10   | 1    |      |     |    |   |
| 6 | 0 | 1 | 31  | 90   | 65   | 15   | 1    |     |    |   |
| 7 | 0 | 1 | 63  | 301  | 350  | 140  | 21   | 1   |    |   |
| 8 | 0 | 1 | 127 | 966  | 1701 | 1050 | 266  | 28  | 1  |   |
| 9 | 0 | 1 | 255 | 3025 | 7770 | 6951 | 2646 | 462 | 36 | 1 |

## Aplicacions

### Moments de la distribució de Poisson
Si X és una variable aleatòria amb una distribució de Poisson amb valor esperat λ, aleshores el seu moment n és és
{\displaystyle E(X^{n})=\sum _{k=0}^{n}\left\{{n \atop k}\right\}\lambda ^{k}.}
En particular, el moment n -è de la distribució de Poisson amb el valor esperat 1 és precisament el nombre de particions d'un conjunt de mida n, és a dir, és l' ésimo nombre de Bell (aquest fet és la fórmula de Dobiński).

### Moments de punts fixos de permutacions aleatòries
Sigui la variable aleatòria X el nombre de punts fixos d'una permutació aleatòria distribuïda uniformement d'un conjunt finit de mida m. Aleshores, el moment n de X és
{\displaystyle E(X^{n})=\sum _{k=0}^{m}\left\{{n \atop k}\right\}.}

### Esquemes de rimes
Els nombres de Stirling del segon tipus poden representar el nombre total d'esquemes de rima per a un poema de n línies. {\displaystyle S(n,k)} dóna el nombre d'esquemes de rima possibles per a n línies utilitzant k síl·labes de rima úniques. Com a exemple, per a un poema de 3 línies, hi ha 1 esquema de rima que utilitza només una rima (aaa), 3 esquemes de rima amb dues rimes (aab, aba, abb) i 1 esquema de rima amb tres rimes (abc).